# Adam Pine
Adam Pine (Lismore, 28 aprile 1976) è un ex nuotatore australiano.
Specializzato nella farfalla, ha vinto la medaglia d'oro nella staffetta 4x100 m sl e l'argento nella 4x100 m misti ai Giochi olimpici di Sydney 2004, gareggiando però solamente nelle batterie di qualificazione.

## Palmarès
- Giochi olimpici

Sydney 2000: oro nella 4x100m sl e argento nella 4x100m misti.
Pechino 2008: argento nella 4x100m misti.
- Mondiali

Perth 1998: argento nella 4x100m sl.
Fukuoka 2001: oro nella 4x100m sl e nella 4x100m misti.
- Mondiali in vasca corta

Mosca 2002: argento nei 50m farfalla, nei 100m farfalla e nella 4x100m misti.
Shanghai 2006: oro nella 4x100m misti.
Manchester 2008: oro nei 50m farfalla e argento nei 100m farfalla.
- Giochi PanPacifici

Atlanta 1995: bronzo nei 100m farfalla.
- Giochi del Commonwealth

Victoria 1994: bronzo nei 100m farfalla.
Kuala Lumpur 1998: argento nei 100m farfalla.
Manchester 2002: oro nella 4x100m sl e bronzo nei 100m farfalla.
Melbourne 2006: oro nella 4x100m misti.
- Universiadi

Palma di Maiorca 1999: oro nei 100m farfalla e nella 4x100m sl.